# Bert Krijnen
Egbertus Jacobus (Bert) Krijnen (Hilversum, 19 april 1945) is een Nederlandse oud-atleet, die gespecialiseerd was in polsstokhoogspringen.

## Biografie
Krijnen is geboren in een gezin met acht kinderen en is getrouwd met Wilhelmina van Tol. Samen hebben ze twee kinderen, Monique en Paul.
Op twaalfjarige leeftijd begon hij met atletiek bij de atletiekvereniging VIF, welke later samengegaan is met de Gooise Atletiek Club (GAC) in Hilversum. Aanvankelijk bekwaamde hij zich in zijn juniorentijd in het hoogspringen, op welk onderdeel hij in 1964 met 1,88 m een Nederlands jeugdrecord vestigde. Naderhand legde Krijnen zich meer en meer toe op het polsstokhoogspringen, waarop hij in 1971 het Nederlands record naar 4,74 m bracht. Hij heeft met deze hoogte lang het clubrecord polsstokhoogspringen van GAC in bezit gehad, het is in 2015 verbeterd.
Op 1 juli 1970 evenaarde Krijnen met 4,50 m het Nederlandse record van Servee Wijsen, een record dat sinds 16 juli 1967 stond. Op 2 september 1970 verbeterde hij zijn eigen record tot 4,55 m, waarna nog diverse verbeteringen volgden, totdat hij uiteindelijk in 1971 tot 4,74 m kwam. Dit laatste record werd op 9 juni 1974 overgenomen door Eltjo Schutter met een sprong van 4,75 m.

## Nederlandse kampioenschappen
Outdoor
| Onderdeel            | Jaar       |
| -------------------- | ---------- |
| polsstokhoogspringen | 1970, 1971 |

Indoor
| Onderdeel            | Jaar             |
| -------------------- | ---------------- |
| polsstokhoogspringen | 1970, 1972, 1974 |

## Persoonlijke records
Outdoor
| Onderdeel            | Prestatie                    | Datum            | Plaats    |
| -------------------- | ---------------------------- | ---------------- | --------- |
| 100 m                | 11,6 s                       | 10 juli 1971     | Arnhem    |
| 110 m horden         | 14,8 s                       | 11 juli 1971     | Arnhem    |
| verspringen          | 6,65 m                       | 10 juli 1971     | Arnhem    |
| hoogspringen         | 1,95 m                       | 7 oktober 1973   | Hilversum |
| polsstokhoogspringen | 4,74 m (ex-NR)               | 4 augustus 1971  | Arnhem    |
| discuswerpen         | 38,88 m                      | 12 oktober 1969  | Utrecht   |
| speerwerpen          | 59,10 m                      | 19 april 1970    | Utrecht   |
| kogelstoten          | 13,23 m                      | 7 september 1969 | Vught     |
| tienkamp             | 6.885 p (oude puntentelling) | 10/11 juli 1971  | Arnhem    |

Indoor
| Onderdeel            | Prestatie      | Datum         | Plaats    |
| -------------------- | -------------- | ------------- | --------- |
| polsstokhoogspringen | 4,50 m (ex-NR) | 8 maart 1970  | Groningen |
| 60 m horden          | 8,3 s          | 20 maart 1971 | Leiden    |
| hoogspringen         | 1,80 m         | 12 maart 1965 | Amsterdam |

## Nederlandse records polsstokhoogspringen
Outdoor
| Recordprestatie | Datum            | Plaats | Opmerking   |
| --------------- | ---------------- | ------ | ----------- |
| 4,55 m *        | 2 september 1970 | Arnhem | verbetering |
| 4,70 m **       | 9 juni 1971      | Arnhem | verbetering |
| 4,71 m ***      | 30 juni 1971     | Arnhem | verbetering |
| 4,74 m          | 4 augustus 1971  | Arnhem | verbetering |

* Enkele weken eerder, op 22 augustus, had Krijnen in Groningen, tijdens een interlandwedstrijd tegen Denemarken, het nationale record van 4,50 m van Servee Wijsen geëvenaard, maar hiervan is nooit een recordaanvraag ingediend.

** Tien dagen later evenaarde Krijnen dit record in Brussel. Ook hiervan is echter nooit een recordaanvraag ingediend.

*** Dit record is nooit officieel erkend
Indoor
| Recordprestatie | Datum         | Plaats    | Opmerking   |
| --------------- | ------------- | --------- | ----------- |
| 4,50 m *        | 8 maart 1970  | Groningen | verbetering |
| 4,50 m          | 6 maart 1971  | Utrecht   | evenaring   |
| 4,50 m          | 20 maart 1971 | Leiden    | evenaring   |

* Eerder in 1970, op 8 februari, had Bert Krijnen in Amsterdam 4,45 m gesprongen, een verbetering van het toenmalige officieuze indoorrecord van Servee Wijsen met 15 cm. Deze sprong van Krijnen heeft de status van officieel record echter nooit gekregen.

## Interlandwedstrijden

### polsstokhoogspringen
| Jaar | Interland                         | Uitslag | Prestatie      |
| ---- | --------------------------------- | ------- | -------------- |
| 1965 | Nederland - België - Oostenrijk   | 6e plek | 4,00 m         |
| 1966 | Nederland - België                | 4e plek | 4,20 m         |
| 1967 | Oostenrijk - Nederland            | 3e plek | 4,30 m         |
| 1968 | België - Nederland - Griekenland  | 4e plek | 4,30 m         |
| 1969 | Nederland - België                | 2e plek | 4,30 m         |
| 1970 | Zwitserland - Nederland           | 3e plek | 4,40 m         |
| 1970 | Voorronde Europa Cup in Barcelona | 4e plek | 4,40 m         |
| 1970 | Nederland - Denemarken            | 1e plek | 4,50 m (ex-NR) |
| 1971 | Zeslandenwedstrijd in Brussel     | 3e plek | 4,70 m (ex-NR) |
| 1971 | Duitsland B - Nederland           | 2e plek | 4,70 m         |
| 1972 | Ratingen (Duitsland)              | 3e plek | 4,40 m         |
| 1972 | Denemarken - Nederland            | 4e plek | 4,20 m         |
| 1972 | België - Nederland                | 3e plek | 4,60 m         |

### Tienkamp
| Jaar | Interland                                | Uitslag     | Prestatie |
| ---- | ---------------------------------------- | ----------- | --------- |
| 1967 | België - Verenigd Koninkrijk - Nederland | 9e plek     | 6.405 p * |
| 1968 | Engeland - België - Nederland            | 9e plek     | 6.604 p * |
| 1969 | Zeslandenwedstrijd in Brescia (Italië)   | uitgevallen |           |

### Hoogspringen
| Jaar | Interland               | Uitslag | Prestatie |
| ---- | ----------------------- | ------- | --------- |
| 1965 | Nederland - Zwitserland | 3e plek | 1,91 m    |

## Palmares

### polsstokhoogspringen
- 1965:  NK – 4,00 m
- 1966:  NK – 4,00 m
- 1967:  NK – 4,20 m
- 1969:  NK – 4,10 m
- 1970:  NK Indoor– 4,50 m
- 1970:  NK – 4,40 m
- 1971:  NK – 4,51 m
- 1972:  NK Indoor – 4,40 m
- 1972:  NK – 4,50 m
- 1974:  NK Indoor – 4,50 m
- 1974:  NK – 4,30 m

### tienkamp
- 1967:  NK – 6.427 p
- 1970: 7e NK – 6.507 p
- 1971:  NK – 6.672 p

### hoogspringen
- 1964:  NK – 1,85 m
- 1965:  NK – 1,85 m